# (7291) Hyakutake
(7291) Hyakutake est un astéroïde de la ceinture principale. Il a été découvert par Satoru Ōtomo le 13 décembre 1991 depuis Kiyosato.
Il est nommé d'après l'astronome amateur japonais Yuji Hyakutake (1950-2002), découvreur de deux comètes (C/1995 Y1 et C/1996 B2, la grande comète de 1996).